# Lu Yong
Lu Yong (陆永S, Lù YǒngP; 1º gennaio 1986) è un sollevatore cinese.
Ha vinto la medaglia d'oro olimpica nel sollevamento pesi alle Olimpiadi di Pechino 2008, in particolare nella categoria 85 kg maschile.
Ha partecipato anche alle Olimpiadi 2012.
Inoltre ha vinto una medaglia d'oro (2009) e una medaglia d'argento ai campionati mondiali di sollevamento pesi, una medaglia d'oro (2010) e una d'argento (2006) ai giochi asiatici, in tutte le occasioni nella categoria 85 kg.

## Palmarès
- Giochi olimpici

Pechino 2008: oro negli 85 kg.
- Campionati mondiali

Doha 2005: argento negli 85 kg;
Goyang 2009: oro negli 85 kg.
- Giochi asiatici

Doha 2006: argento negli 85 kg;
Guangzhou 2010: oro negli 85 kg.
- Campionati asiatici

Tongling 2011: oro negli 85 kg.